# Katagami
Katagami (潟上市) é uma cidade japonesa localizada na província de Akita.
Em 2005 a cidade tinha uma população estimada em 36 102 habitantes e uma densidade populacional de 363,01 h/km². Tem uma área total de 97,96 km².
A cidade foi criada en 31 de Março de 2005 em resultado da fusão das vilas de Tennō, Iitagawa e Shōwa.